# Šarhorodský rajón
Šarhorodský rajón (ukrajinsky Шаргородський район) byl rajón ve Vinnycké oblasti na Ukrajině. Hlavním městem byl Šarhorod a rajón měl přibližně 57 tisíc obyvatel. 

## Sídla v rajónu
- Šarhorod